# Робърт Кабана
Робърт Доналд Кабана (на английски: Robert Donald Cabana) е американски тест пилот и астронавт на НАСА, ветеран от четири космически полета. Директор на Космическия център Джон Кенеди, Флорида.

## Образование
Робърт Кабана завършва колежа Washburn High School в родния си град през 1967 г. През 1971 г. завършва Военноморската академия на САЩ в Анаполис, Мериленд с бакалавърска степен по математика.

## Военна кариера
Робърт Кабана постъпва на служба в USMC през 1972 г. Лети на самолет А-6 Интрюдър. През 1981 г. става тест пилот. Напуска USMC през август 2000 г. с чин полковник. В кариерата си има повече от 7000 полетни часа на 34 различни типа самолети.
Той се връща в NAS Пенсакола през 1975 г. за обучение на пилоти. След това е назначен на 2-ри паст в MCAS Чери Пойнт. Преди избора му кандидат-астронавт, той служи като помощник-оперативен директор на морската авиация Група 12 в MCAS Iwakuni, Япония.
Кабана се оттегля от морската пехота през август 2000 г. в чин полковник.

## Служба в НАСА
Робърт Кабана е избран за астронавт от НАСА на 4 юни 1985 г., Астронавтска група №11. През юли 1986 г. завършва курса на обучение по програмата Спейс шатъл. Той е взел участие в четири космически полета и има 1010 часа в космоса.

### Полети
| Космически полети на Робърт Доналд Кабана                  | Космически полети на Робърт Доналд Кабана | Космически полети на Робърт Доналд Кабана | Космически полети на Робърт Доналд Кабана | Космически полети на Робърт Доналд Кабана | Космически полети на Робърт Доналд Кабана | Космически полети на Робърт Доналд Кабана |
| №                                                          | Дата                                      | КК                                        | Емблема на мисията                        | Функции                                   | Продължителност                           |                                           |
| ---------------------------------------------------------- | ----------------------------------------- | ----------------------------------------- | ----------------------------------------- | ----------------------------------------- | ----------------------------------------- | ----------------------------------------- |
| 1                                                          | 6 октомври 1990                           | „Дискавъри“, мисия STS-41                 |                                           | Пилот                                     | 4 денонощия 02 часа 10 мин. 04 сек.       |                                           |
| 2                                                          | 2 декември 1992                           | „Дискавъри“, мисия STS-53                 |                                           | Пилот                                     | 7 денонощия 07 часа 19 мин. 17 сек.       |                                           |
| 3                                                          | 8 юли 1994                                | „Колумбия“, мисия STS-65                  |                                           | Командир                                  | 14 денонощия 17 часа 55 мин. 00 сек.      |                                           |
| 4                                                          | 4 декември 1998                           | „Индевър“, мисия STS-88                   |                                           | Командир                                  | 11 денонощия 19 часа 18 мин. 47 сек.      |                                           |
| Сумарно време в космоса – 37 дни 22 часа 42 минути 08 сек. |                                           |                                           |                                           |                                           |                                           |                                           |

### Административна служба
- От септември 1994 до октомври 1997 г. е шеф на Астронавтската служба на НАСА.
- От октомври 2008 г. е директор на Космическия център Кенеди, Флорида.

## Награди
- Медал за отлична служба;
- Летателен кръст за заслуги;
- Медал за похвална служба;
- Медал за похвала;
- Национален медал за научни постижения;
- Медал на НАСА за отлична служба;
- Медал на НАСА за изключително лидерство (2);
- Медал на НАСА за изключителни заслуги (2);
- Медал на НАСА за участие в космически полет (4).

От май 2008 г. Робърт Кабана е приет в астронавтската Зала на славата.